# Crithote basipuncta
Crithote basipuncta là một loài bướm đêm trong họ Erebidae.